# Della Reese
Della Reese (Detroit vagy Black Bottom, 1931. július 6. – Encino, 2017. november 19.) Grammy-díjas amerikai énekesnő, színésznő, egyházi miniszter.

## Pályakép
Édesapja acélgyári munkás volt, édesanyja pedig szakácsnő. Hatéves korában egy templomban kezdett gospelt énekelni. A Wayne State Universityn tanult, de szülei komoly betegségei miatt abba kellett tanulmányait hagynia.
Kamaszkorában Mahalia Jacksonnal turnézott. Ő volt az első énekesnő, aki gospelt énekelt Las Vegasban.
1987-ben gospel énekesnőként elnyerte a Grammy-díjat. 1994-ben Golden Globe-díjat kapott.
Színésznőként a hatvanas évek végén debütált. Leginkább tévéfilmekben, tévésorozatokban szerepelt. Játékfilmekben idősebb korában szerepelt.
Háromszor ment férjhez és négy gyermeke született. 2017-ben hunyt el Los Angelesben.

## Lemezek
Melancholy Baby, 1957

 What Do You Know About Love, 1959

 The Story Of The Blues, 1959

 Date With Della Reese, 1959

 And That Reminds Me, 1959

 Amen, 1959

 Della Della Cha Cha Cha, 1960

 Della By Starlight, 1960

 Della, 1960

 Special Delivery, 1961

 Della on Stage, 1962

 The Classic Della, 1962

 Waltz with Me, 1963

 Della Reese at Basin Street East, 1964

 C’mon and Hear, 1964

 I Like It Like Dat, 1965

 Della Reese Live, 1965

 On Strings Of Blue, 1967

 One More Time, 1967

 And Brilliance, 1990

 Voice Of An Angel, 1996

 Angel Sings, 1997

 My Soul Feels Better Right Now, 1998

 All Of Me, 2000

## Díjak
- 1994: Hollywood Walk of Fame
- 1996: NAACP Image Award for Outstanding Actress in a Drama Series[8]
- 1997: Image Award for Outstanding Lead Actress in a Drama Series — Touched by an Angel
- 1998: Image Award for Outstanding Lead Actress in a Drama Series — Touched by an Angel
- 1999: Image Award for Outstanding Lead Actress in a Drama Series — Touched by an Angel
- 2000: Image Award for Outstanding Lead Actress in a Drama Series — Touched by an Angel
- 2001: Image Award for Outstanding Lead Actress in a Drama Series — Touched by an Angel
- 2002: Image Award for Outstanding Lead Actress in a Drama Series — Touched by an Angel
- 2015 : Golden Palm Star on the Palm Springs Walk of Stars

### Jelölések
- 1960: Grammy Award — Don't You Know
- 1961: Grammy Award — Della (Album)
- 1997: Primetime Emmy Award for Outstanding Supporting Actress in a Drama Series—Touched by an Angel
- 1997: Screen Actors Guild Award for Outstanding Performance by a Female Actor in a Drama Series — Touched by an Angel
- 1997: Golden Globe Award for Best Performance by an Actress in a Supporting Role in a Made for TV Series — Touched by an Angel
- 1998: Emmy Award for Outstanding Supporting Actress in a Drama Series — Touched by an Angel
- 1998: Screen Actors Guild Award for Outstanding Performance by a Female Actor in a Drama Series—Touched by an Angel
- 1999: Grammy Award — My Soul Feels Better Right Now
- 2000: Annie Award for Outstanding Individual Achievement for Voice Acting By a Female Performer in an Animated Feature — Dinosaur

## További információ
- Hivatalos oldal
- Della Reese a PORT.hu-n (magyarul)
- Della Reese az Internetes Szinkronadatbázisban (magyarul)
- Della Reese az Internet Movie Database-ben (angolul)
- Della Reese a Rotten Tomatoeson (angolul)